# غلوريا بوندر
غلوريا بوندر (بالإنجليزية: Gloria Bonder)‏ ولدت عام 1950، في بوينس آيرس. هي طبيبة نفسية وباحثة وناشطة نسوية أرجنتينية. أسست مركز دراسات المرأة (CEM) في عام 1979 ومتخصصة في الدراسات العليا ودراسات المرأة في كلية علم النفس في جامعة بوينس آيرس. وهي أيضًا رئيسة قسم النوع الاجتماعي والمجتمع والسياسات، FLACSO. أصبحت منسقة لمجموعة العمل الدولية حول المرأة وتكنولوجيا المعلومات والاتصالات في الأمم المتحدة ومديرة منصة «المرأة والعلم والتكنولوجيا» في اليونسكو. وهي عضو في المجلس الاستشاري للتحالف العالمي لتكنولوجيا المعلومات والاتصالات والتنمية (UN GAID).